# جايلز ميلتون
جايلز ميلتون (بالإنجليزية: Giles Milton)‏ هو كاتب للأطفال وصحفي ومؤرخ وكاتب بريطاني، ولد في 15 يناير 1966 في باكينغهامشير ‏ في المملكة المتحدة.

## وصلات خارجية
- جايلز ميلتون على موقع ميوزك برينز (الإنجليزية)